# St. Bonifatius (Emmendingen)

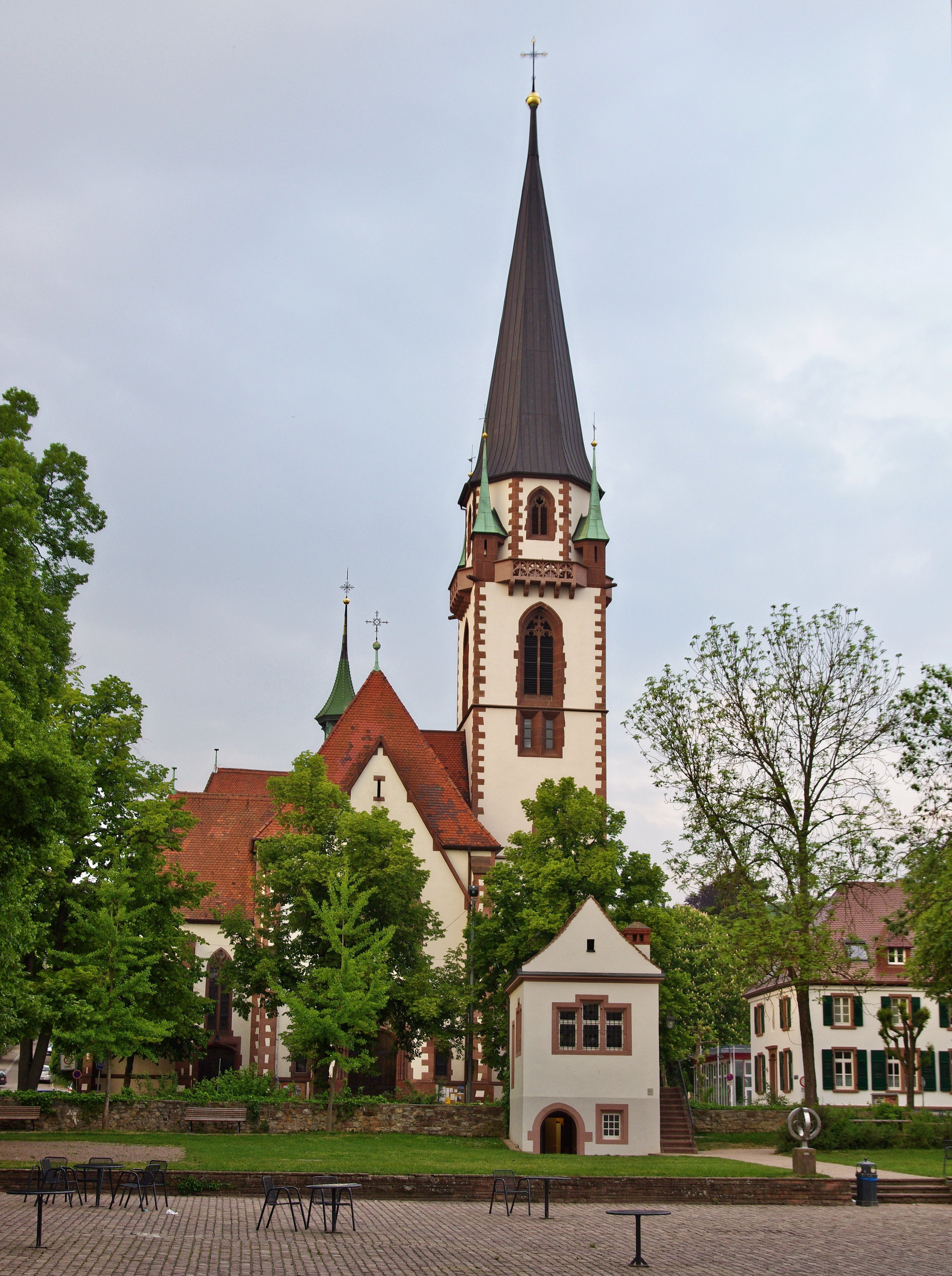
Emmendingen, St. Bonifatius

St. Bonifatius ist eine römisch-katholische Pfarrkirche in der Kreisstadt Emmendingen in Baden-Württemberg. Sie gehört zur Kirchengemeinde Emmendingen-Teningen im Dekanat Endingen-Waldkirch der Erzdiözese Freiburg. Kirchenpatron ist der heilige Bonifatius, ein angelsächsischer Mönch und späterer Bischof, der in Deutschland missionierte und als Kirchenreformer wirkte.

## Geschichte
Eine Kirche wird in Emmendingen erstmals 1238 erwähnt. Im 16. Jahrhundert wurde in Emmendingen die Reformation eingeführt, was zur Folge hatte, dass es keine katholische Kirche mehr gab. 1863 wurde wieder eine katholische Kirche nach Plänen des Weinbrennerschülers Heinrich Hübsch erbaut. 1882 wurde die Gemeinde dann zur Pfarrei erhoben.
Die bestehende Kirche stellte sich bald als zu klein heraus, weshalb 1894 mit dem Bau einer größeren Kirche nach Plänen des Freiburger Architekten Max Meckel begonnen wurde. Das neogotische Kirchengebäude wurde in zwei Bauabschnitten verwirklicht: 1894 bis 1896 wird der Chor und das Querschiff errichtet, die Vorgängerkirche wurde vorsichtig abgetragen und im benachbarten Denzlingen als Josefskirche wieder aufgebaut. 1911 bis 1913 entstehen in einem zweiten Bauabschnitt das Langhaus und der Kirchturm. Die Fenster stammen überwiegend vom Offenburger Künstler Eugen Börner.
1970 wurde der Chorraum umgestaltet, 1999 wurde eine umfangreiche Renovierung durchgeführt, bei der auch die Ausstattung teilweise erneuert wird.

## Ausstattung
Der Hochaltar ist aus der Erbauungszeit der Kirche, das Altarbild wurde 1912 von Kunstmaler Josef Schultis aus Freiburg gemalt. Die Kreuzigungsgruppe stammt vom Holzbildhauer Joseph Dettlinger, ebenfalls aus Freiburg. Die der Liturgie dienende Ausstattung des Chorraumes wurde 1999 von Michael Münzer aus Reichenau entworfen: Ambo (Tisch des Wort Gottes), Sedilien (Priester- und Ministrantensitze), Osterleuchter, Taufsteindeckel. Die Seitenaltäre wurden von der Kunstwerkstätte Marmon aus Sigmaringen gestaltet.

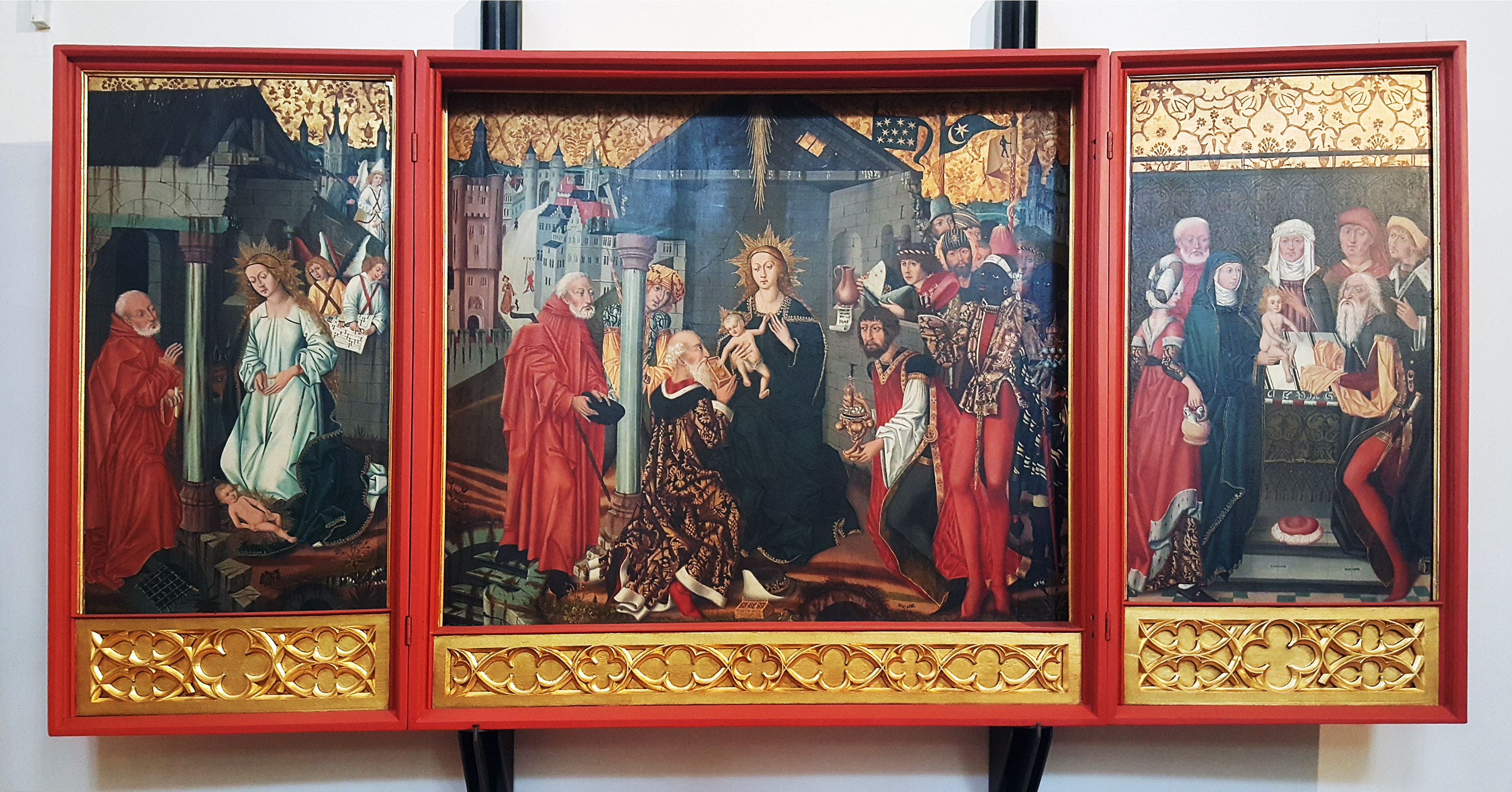
Weihnachtsaltar

In der ehemaligen Taufkapelle, heute Kolpingkapelle befindet sich ein Altarbild zum Thema Weihnachten, ein Triptychon des Nördlinger Malers Friedrich Herlin aus dem Jahre 1470. Auf dem linken Flügel ist die Geburt Christi dargestellt, in der Mitte die Anbetung der Könige und auf dem rechten Flügel ist die Darstellung im Tempel zu sehen.
Der Kreuzweg von 1910 befand sich ursprünglich in der Kirche St. Eberhard in Hofstetten (Baden). Die einzelnen Bilder in Öl auf Leinwand mit Goldgrund, deren Künstler unbekannt ist, wurden 1999 restauriert.

## Orgeln
In der Kirche befindet sich zwei Orgeln, die Hauptorgel auf der Empore und im Chorbereich eine Chororgel.
Die Hauptorgel war 1938/39 von der Freiburger Orgelbaufirma M. Welte & Söhne gebaut worden. Sie löste eine kleinere Vorgängerorgel ab, über die nichts Weiteres bekannt ist. Die Welte-Orgel wurde 1998/99 durch Claudius Winterhalter aus Oberharmersbach restauriert und nur leicht verändert. Diese Orgel mit 3546 Orgelpfeifen in 44 Registern auf drei Manualen und Pedal ist die größte der zehn noch erhaltenen Welte-Orgeln aus der Zeit ab 1930.
Seit 2005 steht im Chorbereich eine mechanische Schleifladenorgel mit festem Spieltisch des Orgelbauers Wolfram Stützle aus Waldkirch. Sie verfügt über zwölf Register auf zwei Manualen und Pedal.

## Glocken
Im seitlich an den Eingangsgiebel angebauten Kirchturm von St. Bonifatius hängen in einem Glockenstuhl aus Stahl sechs Glocken aus Bronze, die 1958 von Friedrich Wilhelm Schilling in Heidelberg gegossen wurden.
| Glocke | Gewicht | Durchmesser | Schlagton |
| ------ | ------- | ----------- | --------- |
| 1      | 1554 mm | 2497 kg     | c′±0      |
| 2      | 1155 mm | 1024 kg     | f′±0      |
| 3      | 1021 mm | 709 kg      | g′±0      |
| 4      | 916 mm  | 502 kg      | a′-2      |
| 5      | 803 mm  | 334 kg      | c″±0      |
| 6      | 713 mm  | 230 kg      | d″±0      |

## Nachweise
1. ↑  Welte-Orgel in St. Bonifatius bei orgel-verzeichnis.de; hier auch die Disposition der Orgel sowie zahlreiche Informationen und Abbildungen zu Kirche und Orgeln.
2. ↑  Glockeninspektion Erzbistum Freiburg: Kath. Pfarrkirche St. Bonifatius in Emmendingen

Koordinaten: 48° 7′ 21,1″ N, 7° 51′ 0,4″ O